# Louis Mercanton
Louis Samuel Eugène Mercanton (* 4. Mai 1879 in Nyon, Schweiz; † 29. April 1932 in Neuilly-sur-Seine, Frankreich) war ein schweizerisch-französischer Schauspieler, Filmregisseur, Drehbuchautor und Filmproduzent.

## Leben und Wirken
Über Mercantons Herkunft und Lebensweg ist nicht allzu viel bekannt. Er stammte aus Nyon am Genfersee, im äussersten südwestlichen Winkel der Schweiz gelegen. Der Welschschweizer wuchs in England auf und begann seine künstlerische Laufbahn im Jahre 1904 als Theaterschauspieler in Südafrika. Sechs Jahre später stiess er – zunächst nur als Drehbuchautor (Shylock, le marchand de Venise, 1910) – zum Film und begann mit dem bereits filmerfahrenen französischen Kollegen Henri Desfontaines (1876–1931) mehrere, für jene Zeit sehr aufwendige und ausladende, Historienstoffe und Literaturadaptionen wie L'Assassinat d'Henri III (Die Ermordung Heinrich III.) und La Dame aux camélias (Die Kameliendame) zu inszenieren. Mit der Grossproduktion Königin Elisabeth von England, für die das Regie-Duo die gefeierte Bühneninterpretin Sarah Bernhardt gewinnen konnte, gelang Mercanton und Desfontaines auch ausserhalb Frankreichs ein überwältigender Erfolg. 
Daraufhin bannte das Regie-Duo noch im selben Jahr (1912) den literarischen Stoff Adrienne Lecouvreur auf die Leinwand, ebenfalls mit der Bernhardt in der Titelrolle. Während des Ersten Weltkriegs inszenierte Mercanton mehrfach Filme in Zusammenarbeit mit René Hervil. 1917 inszenierte Mercanton aber auch den hasserfüllten, antideutschen Propagandastoff „Les mères françaises“, erneut mit der Bernhardt in der Hauptrolle. Bei der letzten (unvollendet gebliebenen) Kinoarbeit Bernhardts, „La voyante“, zeichnete Louis Mercanton als künstlerischer Oberleiter verantwortlich. Die anderen Filme des später naturalisierten Franzosen sind eher unbedeutend, wenngleich er 1930 mit dem frühen Tonfilm „Le mystère de la Villa Rose“ einen beachtlichen Publikumserfolg erzielen konnte. Anschliessend (1930/31) ging Mercanton für mehrere Filmprojekte nach London. Kurz vor seinem 53. Geburtstag verstarb Louis Mercanton inmitten der Dreharbeiten zu dem Streifen „Passionément“.

## Filmografie (kleine Auswahl)
als Regisseur oder Co-Regisseur, wenn nicht anders angegeben
- 1911: L'Assassinat d'Henri III
- 1912: La Dame aux camélias
- 1912: Königin Elisabeth von England (La reine Elisabeth)
- 1913: Adrienne Lecouvreur
- 1913: Anne de Boleyn
- 1914: Vendetta (auch Drehbuch)
- 1914: La Remplaçante
- 1915: Sadounah
- 1915: Jeanne Doré
- 1915: La petite de sixième
- 1916: Le tournant (auch Drehbuch)
- 1916: Suzanne (auch Drehbuch)
- 1916: Manuella (auch Drehbuch)
- 1917: Le tablier blanc (auch Drehbuch)
- 1917: Midinettes (auch Drehbuch)
- 1917: Les mères françaises
- 1917: Un roman d'amour et d'aventures
- 1918: Bouclette
- 1918: Le torrent
- 1919: L’appel du sang (auch Produktion und Drehbuch)
- 1920: Miarka, la fille à l’ours (auch Produktion)
- 1920: Gosse de riche (auch Drehbuch)
- 1922: Phroso
- 1923: Aux jardin de Murcie (auch Drehbuch)
- 1923: La voyante (unvollendet, nur künstlerische Oberleitung)
- 1924: Die Verstoßenen (Les deux gosses) (auch Drehbuch)
- 1925: Monte-Carlo
- 1926: Das Kammerkätzchen (La petite bonne du Palace) (auch Schauspieler und Drehbuch)
- 1927: Croquette (auch Drehbuch)
- 1929: Venus (auch Produktion)
- 1929: La lettre
- 1930: Le mystère de la Villa Rose
- 1930: The Nipper
- 1931: These Charming People
- 1931: Man of Mayfair
- 1931: Marion-nous
- 1932: La femme-poisson (auch Schauspieler und Drehbuch)
- 1932: Il est charmant, Cognasse
- 1932: Passionément